# Amphoe Si Sawat

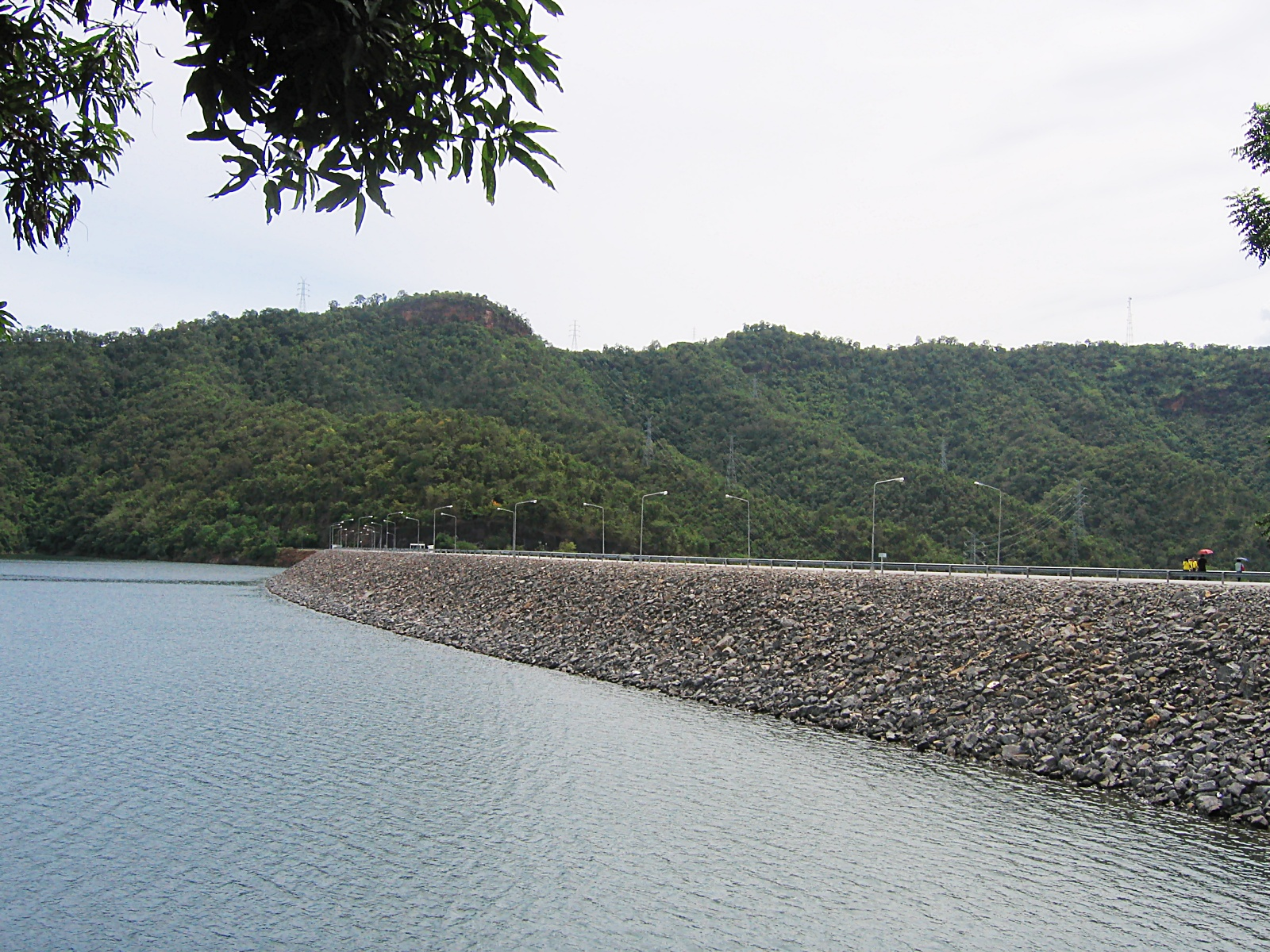
Si-Nakharin-Staudamm

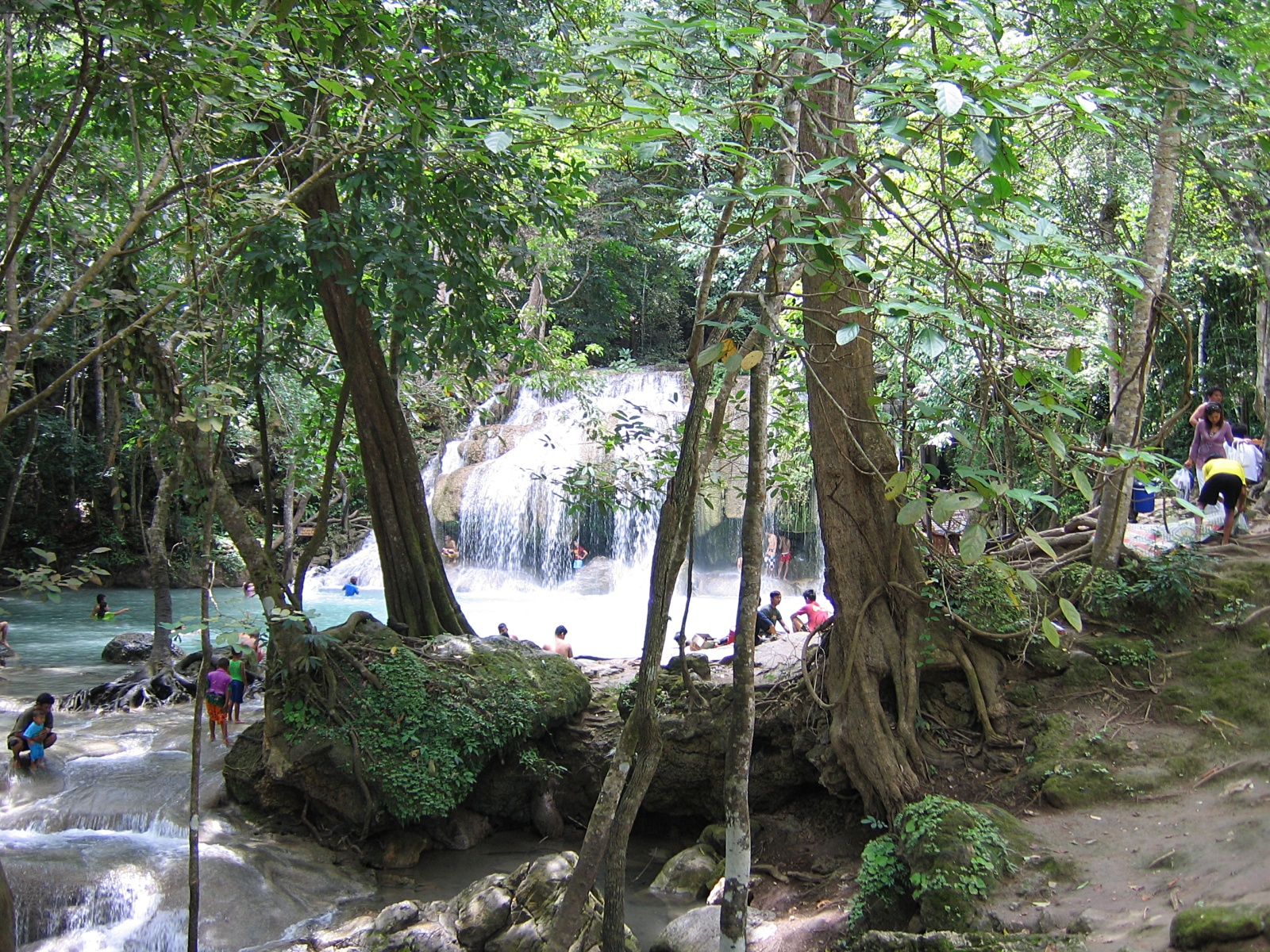
Wasserfall im Nationalpark Erawan

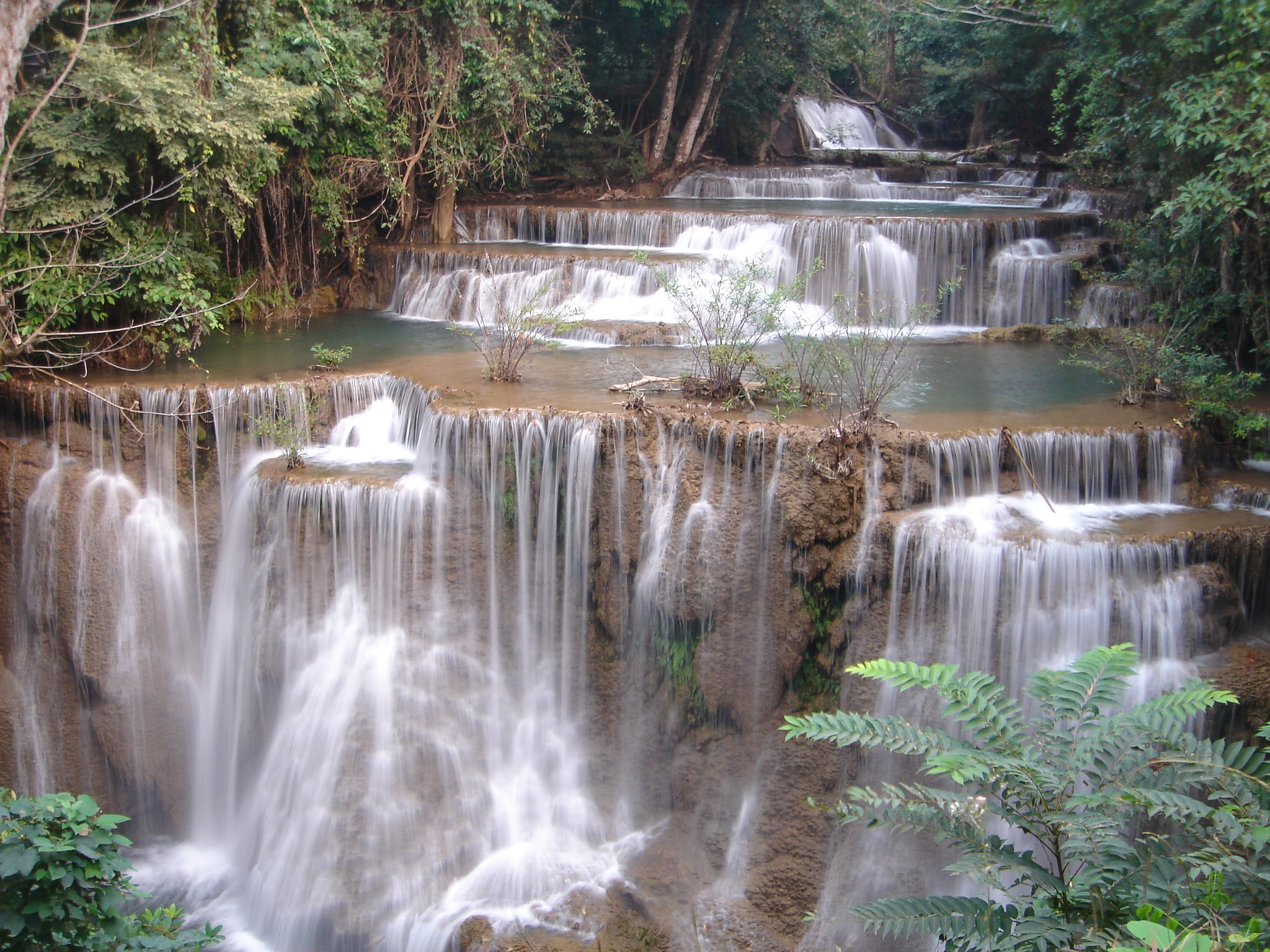
Huai-Mae-Khamin-Wasserfall im Nationalpark Khuean Si Nakharin

Amphoe Si Sawat (Thai อำเภอศรีสวัสดิ์) ist ein Landkreis (Amphoe – Verwaltungs-Distrikt) in der Provinz Kanchanaburi. Die Provinz Kanchanaburi liegt im westlichen Teil der Zentralregion von Thailand. Die Kreishauptstadt liegt etwa 180 km nordwestlich von Bangkok.

## Geographie
Die benachbarten Landkreise sind (von Norden im Uhrzeigersinn): Amphoe Ban Rai in der Provinz Uthai Thani, Amphoe Dan Chang in der Provinz Suphan Buri sowie die Amphoe Nong Prue, Bo Phloi, Mueang Kanchanaburi, Sai Yok und Thong Pha Phum der Provinz Kanchanaburi.

## Geschichte
Die Gegend wurde bereits vor tausenden Jahren bewohnt, wie Ausgrabungen in der Höhle Tham Ongbah zeigten. 

## Sehenswürdigkeiten

### Landschaft
Der Landkreis wird dominiert von dem Si-Nakharin-Stausee. Ein Teil des Stausees gehört zum Nationalpark Khuean Srinakarin. Der 140 Meter hohe Si-Nakharin-Staudamm wurde 1980 fertiggestellt. Er staut den Mae Nam Khwae Yai (Khwae-Yai-Fluss) zu einem 419 km² großen See. Der Damm wurde viel kritisiert, da er auf der Si-Sawat-Störungszone errichtet wurde.

### Nationalparks
Die folgenden Nationalparks liegen im Amphoe Si Sawat:
- Der Erawan-Nationalpark (อุทยานแห่งชาติเอราวัณ) mit dem berühmten Erawan-Wasserfall, der in sieben Kaskaden aus einer Höhe von 1200 Metern herabstürzt, liegt im Süden des Distrikts.
- Der 1981 gegründete Nationalpark Khuean Si Nakharin (อุทยานแห่งชาติเขื่อนศรีนครินทร์) hat eine Größe von 1532 km². Sehenswert sind zahlreiche Wasserfälle, heiße Quellen und Höhlen.[2]

## Verwaltung

### Provinzverwaltung
Der Landkreis Si Sawat ist in sechs Tambon („Unterbezirke“ oder „Gemeinden“) eingeteilt, die sich weiter in 34 Muban („Dörfer“) unterteilen.
| Nr. | Name            | Thai      | Muban | Einw. |
| --- | --------------- | --------- | ----- | ----- |
| 01. | Na Suan         | นาสวน     | 05    | 4.314 |
| 02. | Dan Mae Chalaep | ด่านแม่แฉลบ | 08    | 4.858 |
| 03. | Nong Pet        | หนองเป็ด   | 04    | 2.524 |
| 04. | Tha Kradan      | ท่ากระดาน  | 06    | 5.924 |
| 05. | Khao Chot       | เขาโจด    | 05    | 4.033 |
| 06. | Mae Krabung     | แม่กระบุง   | 06    | 3.625 |

### Lokalverwaltung
Es gibt zwei Kommunen mit „Kleinstadt“-Status (Thesaban Tambon) im Landkreis:
- Khao Chot (Thai: เทศบาลตำบลเขาโจด) bestehend aus dem kompletten Tambon Khao Chot.
- Erawan (Thai: เทศบาลตำบลเอราวัณ) bestehend aus Teilen des Tambon Tha Kradan.

Außerdem gibt es fünf „Tambon-Verwaltungsorganisationen“ (องค์การบริหารส่วนตำบล – Tambon Administrative Organizations, TAO)
- Na Suan (Thai: องค์การบริหารส่วนตำบลนาสวน) bestehend aus dem kompletten Tambon Na Suan.
- Dan Mae Chalaep (Thai: องค์การบริหารส่วนตำบลด่านแม่แฉลบ) bestehend aus dem kompletten Tambon Dan Mae Chalaep.
- Nong Pet (Thai: องค์การบริหารส่วนตำบลหนองเป็ด) bestehend aus dem kompletten Tambon Nong Pet.
- Tha Kradan (Thai: องค์การบริหารส่วนตำบลท่ากระดาน) bestehend aus Teilen des Tambon Tha Kradan.
- Mae Krabung (Thai: องค์การบริหารส่วนตำบลแม่กระบุง) bestehend aus dem kompletten Tambon Mae Krabung.